# Japán küllő

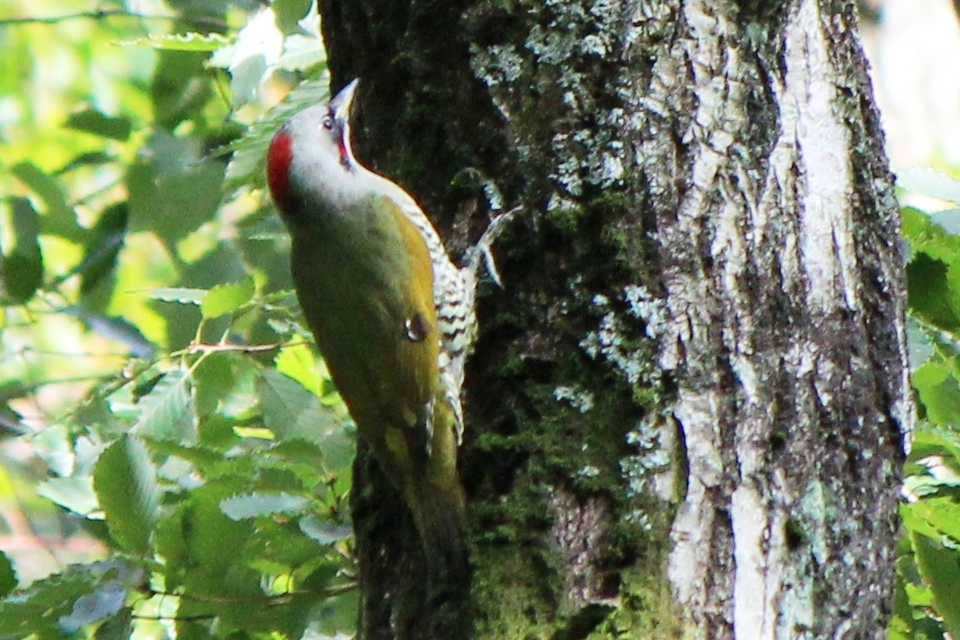

A japán küllő (Picus awokera) a madarak (Aves) osztályának harkályalakúak (Piciformes) rendjébe, ezen belül a harkályfélék (Picidae) családjába tartozó faj.
A tudományos nevében szereplő awokera a faj japán nevéből ered (aogera)

## Előfordulása
A japán küllő Japán endemikus faja. A szigetországban Hokkaidó kivételével valamennyi nagyobb szigeten előfordul és a kisebbek közül Tobishima, Awashima, Sado és Tsushima szigetén is élnek állományai.
Az északi szigeteken főleg nyíltabb lombhullató erdőkben él, a délebbre élő madarak melegkedvelő örökzöld erdőkben élnek, de előfordul parkokban és kertekben is.
Többnyire hegyvidékeken élő faj, a hegyekben 300 és 1400 méteres magasság között fordul elő. Olykor síkvidéki erdőkben is megjelenik.

## Alfajai
Három alfaja ismert:
- Picus awokera awokera Temminck, 1836 - az alapfaj elsősorban Honsú szigetén él
- Picus awokera horii Taka-Tsukasa, 1918 - Kjúsú és a délebbi szigeteken élő alfaj
- Picus awokera takatsukasae Kuroda, 1921

## Megjelenése
Megjelenésében hasonlít európai rokonára a zöld küllőre. Annál a fajnál valamivel kisebb termetű.
Testhossza 28-30 centiméter és a testtömege 120–140 gramm között van. 
A két ivar között jól látható ivari dimorfizmus figyelhető meg, a tojók emellett valamivel kisebbek is, mint a hímek.
A hím háta - kivéve a válltollakat és a külső szárnyevezőtollakat - egységese szürkészöld színű, a középső szárnyevezőtollak hegye sárgás színű. Külső szárnyevezőtollai zöldek bronzszínű csíkokkal.
Nyaka és melle piszkosfehér vagy bézs színű, hasán valamivel világosabb árnyalattal.
Állán vörös folt van és jellemző bélyege vörös sapkája
A nőstények sapkája jóval kisebb és csak a fejtetőre terjed ki.

## Életmódja

### Táplálkozása
Erdei madár, de élelmét a réteken gyűjti. Ez főként hangyákból és más rovarokból tevődik össze, de táplálkozik magvakkal és gyümölcsökkel is. A legtöbb küllőfajjal ellentétben táplálékát főleg a fákon keresi, csak kivételes esetben figyelhető meg a talajon.

## Szaporodása
A költési időszak áprilistól júniusig tart, ekkor a tojó 7-8 fehér tojást rak, melyen mindkét szülő kotlik.